# Estadio Balıkesir Atatürk
El Estadio Balıkesir Atatürk (en turco: Balıkesir Atatürk Stadyumu) es un estadio multipropósito ubicado en la ciudad de Balıkesir, Turquía. El estadio tiene una capacidad de 15 800 personas y es utilizado por el club de fútbol Balıkesirspor que disputa la Superliga de Turquía.
El estadio inaugurado en 1953 fue reacondicionado recientemente para estar apto para la participación del Balıkesirspor en la TFF Primera División 2014 y Superliga 2015.